# Српска писменост
Српска писменост обухвата све облике писмености, односно употребе разних писама и писане речи на српском језику, од најранијих почетака до савременог доба. У том смислу, историја српске писмености представља саставни део културне историје српског народа, са посебним значајем за историју српске књижевности и општу историју српског језика.

## Предисторија
У време досељавања Словена, током 6. и 7. века, на ширем простору југоисточне Европе преовладавала су два писма: грчки алфабет и римска латиница. Упоредо са пропашћу византијске власти, дошло је до постепеног гашења грчко-римске писмености у областима које су запосели Јужни Словени, а употреба грчког и латинског писма је највећим делом сведена на приморске градове и области. У време досељавања Срба (прва половина 7. века), словенски народи су се служили сопственим писмом, које се назива руница.

## Глагољица и ћирилица
Доселивши се на Балканско полуострво, Срби су били под директним утицајем моћне Византије. Мисионарским радом византијских калуђера, становништво овог поднебља примило је хришћанство, тада још неподељено на римокатоличко и православно. Корени писмености код Јужних Словена налазе се у раду Ћирила и Методија, солунске браће која су за циљеве своје мисије у Великој Моравској створили ново писмо прилагођено словенским језицима и изговорима, и створили глагољицу. Овиме је олакшано првенствено ширење хришћанства будући да је писмо створено да би се на словенске језике превеле црквене књиге. Ширењем вере међу паганским Словенима почело је и њихово описмењавање. У раном средњем веку култура је била окренута цркви и одликовала се не само првим словенским писмом, глагољицом, него и једним књижевним језиком заједничким за све јужне Словене, старословенским.
Рад Ћирила и Методија у Великој Моравској наишао је на неповољан одјек у Франачком царству будући да је тај исти рад значио ширење византијске политике на територије које су спадале у франачку интересну сферу. То је довело до уплитања папе у сукоб али са неочекиваним последицама — благословом да се мисија настави. Међутим, по Константиновој, односно Ћириловој смрти, мисија практично губи на значају. Ученици које су Ћирило и Методије оставили за собом да наставе рад протерани су из Велике Моравске. Најистакнутији међу њима, Климент и Наум су свој рад наставили на Балкану, створивши ново писмо, лакше за употребу, ћирилицу.
Ученици Ћирила и Методија - Петочисленици створио двије књижевне школе у Првој бугарској држави - Преславској књижевној школи и Охридској књижевној школи. У то доба се глагољска и ћирилска писменост шири и на српске земље.

## Српска писменост у средњем веку
Прва српска редакција је зетско-хумска, а најзначајнији споменик је ћирилично Мирослављево јеванђеље из XII века, из 1180 године. Временом су се у старословенски језик уносили елементи народног језика чиме је настала српска редакција старословенског, српскословенски којим се писало од почетка XII па све до XVIII века.
Упоредо са зетско-хумском редакцијом појављује се и рашки правопис. На основу књижевнојезичка реформа Јевтимија Трновског настаје Ресавска школа и правопис. У исто вријеме у Босни на основу зетско-хумског редакције настаје босанска школа са правописом - босанчица.
У средњовековној српској држави, култура се даље развијала под окриљем велике владарске династије Немањића. Велики значај у развоју културе имао је просветитељски рад најмлађег сина великог жупана Стефана Немање, Растко Немањић, односно Свети Сава. Велики напредак који је српска култура у то доба остварила нагло је сасечен одумирањем немањићке лозе 1371. године и турским освајањима после Косовске битке 1389. године. Српска средњовековна култура је у доба Немањића развијана у владарским задужбинама, манастирима, и школама које су ради образовања калуђера осниване при тим манастирима. Из овог периода потиче вишеструко значајан документ, Душанов законик из 1349. године.

## Српска писменост у раном новом веку
После турских освајања сваки знак о српској држави ишчезава. Још пре него што је коначно заведена султанова власт, оно што је некад представљало независну српску државу, била она краљевство или царство, подељено је међу обласним владарима. Још за време последњег владара из лозе Немањића, Уроша V Нејаког, централна власт готово да није ни постојала, а после његове смрти, владари административних јединица су почели борбу око превласти и проширења сопствених територија. То је државу учинило слабом и погодном за освајање тим пре због њеног веома доброг гео-стратешког положаја.
Вишевековно османлијско угњетавање је оставило дубок траг на културу која је успела да се одржи захваљујући чињеници да су турске власти биле веома толерантне према верским вођама које су у народу неговале култ Светог Саве. Међутим, после великих сеоба Срба у Аустрију, народ се нашао под великим притиском римокатоличке цркве.
У циљу одбране од покатоличавања, самим тим у циљу очувања националног и верског идентитета, тражи се помоћ од Русије из које ће доћи учитељи Максим Суворов отворио је Славјанску школу 1726 године и после њега на ове просторе долази Емануел Козачински који ће отворити Латинску школу 1733 године и главни центар српске писмености сели се у Сремске Карловце. Захваљујући њиховој активности, у XVIII веку, књижевни језик Срба постаје руска редакција старословенског, тј. рускословенски односно црквенословенски. Међутим, како је овај језик био углавном неразумљив народу, дођи ће до његовог стапања са народним језиком тиме стварајући славеносрпски језик којим пишу српски просветитељи, првенствено Доситеј Обрадовић. Ипак, у језику је владао хаос јер су писци произвољно користили и мешали народни језик са другим редакцијама словенских језика, убацивали стране речи и стварали нове речи које су само они могли разумети.
Познати писци наредног периода су Гаврило Стефановић Венцловић, Јован Рајић и Захарија Орфелин. Сви они били су веома продуктивни, углавном су писали на више језика: народном, рускословенском,а касније и на славеносрпском. 
Јован Рајић писао је на народном језику — његово чувено дело Бој змаја с орлови  ; али и на рускословенском — Историја разни славенски народо. Захарије Офелин познат је по делу  Славјаносербски магазин из 1768 године, то је уједно и прво српско дело стампано у Венецији.

## Српска писменост након Вукове реформе
До краја XIX века, када се појавио Вук Стефановић Караџић језик, култура и писменост су били на врло незавидном нивоу.
Рођен 1787. године у Тршићу, Вук Караџић је био један од ретких који је уопште учио а камоли научио да чита и пише. Цео живот се заузимао за увођење реда у језик и то тако што би језик народа постао књижевни језик, такорећи, чист српски језик. Учествовао је у Првом српском устанку, радио као писар а касније и у Правитељствујушчем совјету сербском. 1813. године после слома устанка је пребегао у Аустрију, у Беч где среће особу кључну за његов даљи рад, Јернеја Копитара. Он га уводи у рад на скупљању умотворина и даје му основна знања за нове и огромне подухвате, писање прве српске граматике и речника.
Већ 1814. у Бечу је издата Писменица сербскога језика по говору простога народа написана. То је прва српска граматика писана по угледу на „Славеносербску граматику“ Аврама Мразовића из XVIII века. У њој је први пут коришћен Аделунгов принцип „пиши као што говориш, а читај као што је написано“, тачније фонетски правопис и делимично реформисана азбука Саве Мркаља тзв. мркаљева азбука.
Азбуку је Караџић реформисао на основама ранијих реформи азбуке Саве Мркаља и свео је на 29 слова.
Сам је саставио слова  Љ Њ, Ћ преузима из старих српских књига, касније ће преузети Ђ, из латинице уместо Ї увести Ј, као тридесето слово ће увести Џ, а 1836. године у Народним српским пословицама ће употребити и слова Ф и Х за која се сматрало да се у народу не изговарају. После издавања граматике, Караџић уз велику помоћ Копитара ради на великом речнику тако да ће 1818. године бити одштампано допуњено издање граматике (на немачки преведено 1824. године) и прво издање Српског рјечника које је од посебног значаја:
1. То је први речник српског народног језика
2. Садржи преко 26.000 речи које су акцентоване и објашњене са етнографског, историјског и географског гледишта. Те речи су све били из Источне Херцеговине, тзв. Буковског краја.
3. Преведен је на немачки и латински

Ипак код нас речник није баш најбоље прихваћен. Вуку су највише замерали због:
1. Писања на народном језику;
2. Коришћења простих народних израза и псовки;
3. Латиничног слова ј ;

Одмах после издавања овог речника, Караџић у сарадњи са Ђуром Даничићем ради на његовом другом издању које ће бити завршено 1852. године, овај пут са преко 47 000 речи и то не само из Србије, Срема и других делова Војводине, већ и из Црне Горе, Далмације, Хрватске и Старе Србије. (Постоји и треће издање речника које су 1898. године у Београду приредили Пера Ђорђевић и Љубомир Стојановић.). 1827. године издат је у Бечу први српски буквар.
У својој борби да језик народа добије главну улогу у књижевном језику, Караџић је наишао на огроман отпор не само у књижевним круговима већ и у државном врху. Наиме, његови оштри противници били су и митрополит Стефан Стратимировић, као и неписмени кнез Милош Обреновић. У књижевним круговима његови противници (Милован Видаковић, Сава Текелија, Јоаким Вујић, Павле Кенђелац и Јован Хаџић) тврде да је народни језик језик непросвећених маса, простачки и сељачки и да зато не завређује да се њиме пише лепа књижевност. Између њих и Караџића се развијају жустре полемике и препирке које прерастају у лична вређања. Митрополит Стратимировић својим противљењем у ствари тежи да очува свој и ауторитет цркве који би био пољуљан обезвређивањем црквеног језика, тим пре што су сви они у томе видели утицај Немачке и Угарске, поготово после Вуковог увођења слова Ј из латинице. Тек ће 1845. године доћи до компромиса: 
- Караџић се слаже да се осим српских, могу (али не често) користити речи словенског порекла ако тих речи нема у народном језику.
- Договорено је да се као књижевно усваја јужно наречје јер њиме говори већи део народа.

У својој борби, Караџић је истрајавао сам на удару моћника. Истомишљенике стиче тек пред крај својих борби. 1847. године су издата народна дела.
1. Вуков превод Новог завјета
2. Ђуро Даничић Рат за српски језик и правопис — научно образложење Вукових идеја и реформи
3. Бранко Радичевић Песме — чиме је народни језик и Вукова реформисана азбука уведена у лепу књижевност
4. Петар II Петровић Његош Горски вијенац

Већ од следеће године, 1848, јавља се први лист са новим правописом, „Напредак“.
Веома битна година за победу Вукових реформи јесте 1850. година када је постигнут „Бечки књижевни договор“ између Вука Караџића, Ђуре Даничића, Фрања Миклошића, Ивана Кукуљевића Сакцинског, Димитрија Деметера и Ивана Мажуранића. Њиме је утврђено.
- Да Срби и Хрвати говоре једним језиком
- Да је правопис фонетички
- Да се за књижевно узима јужно херцеговачко наречје
- Да је Вук Караџић тај који ће писати правила тог језика.

Осим што је начинио огроман помак у српској писмености који многи његови савременици нису могли да схвате, Вук Караџић је такође Европи представио српски народ. Он је и усмено и писмено дао материјал немачком историчару, Леополду Ранкеу за његово дело Српска револуција. Написао је вредна историјска, социолошка и етнографска дела о српском народу без пристрасности, сакупио прегршт народних умотворина (бајки, басни, песама, загонетки, пословица), писао о великим људима Првог српског устанка и својим препискама са моћним људима свог времена (Грим, Гете, Енгелс...) Европи показао право лице народа, са његовим светлим и тамним образом. 
1850 године дешава се Бечки књижевни договор где се за основицу српског и хрватског језика узима штокавско наречје екавског и ијекавског изговора. Вук је био представник Срба и заступник српских интереса, Људевит Гај заступао је Хрвате. 
Тек 1868, четири године након Вукове смрти, озваничени су Вукова ћирилица и правопис.
Као такав, Вук Караџић, доктор филозофије Универзитета у Јени, прави је представник српске револуције.

## Савремена писменост
Током 19. века, упоредо са ширењем општег образовања, српска писменост је попримила нове, савремене облике, који су дошли до пуног изражаја током 20. века, када је дошло до убрзаног искорењивања неписмености.
Након успостављања комунистичке власти у Југославији (1945), наступио је период постепеног потискивања ћириличне писмености међу Србима, путем све шире употребе латиничног писма, што је крајем 20. и почетком 21. века довело до покретања стручних и ширих јавних расправа о редефинисању културне политике у циљу очувања српске ћириличне писмености.